# Synagogan i Belgrad
Synagogan i Belgrad (serbiska: Београдска синагога, Beogradska sinagoga) är belägen på Maršala Birjuzova-gatan i centrala Belgrad, Serbien. Traditionellt har synagogan följt den ashkenaziska riten och fungerat som samlingspunkt för de jiddischtalande judarna i staden. Idag är det de sefardiska judarna som finns kvar i staden efter andra världskriget och förintelsen som regelbundet besöker synagogan. Synagogans rabbin är även Serbiens huvudrabbin och heter Isak Asiel.